# Greenwood Park
Der Greenwood Park ist ein kleiner Park in Marysville, Ohio.

## Tourismus
Der Park liegt an der London Avenue. Die Fläche beträgt 11,3 ha. Gegenüber dem Park liegt der Timberview Golf Course.